# Płucki
Płucki – wieś w Polsce położona w województwie świętokrzyskim, w powiecie kieleckim, w gminie Łagów.
| SIMC    | Nazwa       | Rodzaj    |
| ------- | ----------- | --------- |
| 0247918 | Płucki-Łąki | część wsi |

## Historia
Pierwotna nazwa osady w połowie XVI wieku brzmiała Huta, jako wieś o nazwie Płucki została założona przez biskupa Krzysztofa Antoniego Szembeka, jeszcze w drugiej połowie XVIII w. zamiennie nazywano ją Nowa Wieś. W 1728 r. biskup Krzysztof Antoni Szembek wypuściwszy klucz łagowski w kolejną dzierżawę, pozwolił garncarzom łagowskim kopać na swoje potrzeby we wsi Płucki tylko 50 niecek galeny rocznie. Wieś powstała w XVIII wieku. Biskupi włocławscy ufundowali wieś z racji istniejących tam kopalń. Nazwa pochodzi od płukania urobku galeny z domieszek ilastych. Złoża galeny grupują się w kilku punktach, największe znajdują się na zachodnim krańcu wsi.
Pierwsze ekspertyzy błyszczu ołowiu z Płucek, zawierającego, jak się okazało, domieszkę srebra, wykonano w Dreźnie w 1725 r. Pierwsze terenowe badania geologiczne obszaru kruszconośnego w Płuckach przeprowadził w 1928 r. Jan Czarnocki z Państwowego Instytutu Geologicznego. Ostatnie odsłonięcia geologiczne w Płuckach miały miejsce w 1968 r.
Kopalnie w Płuckach bazowały na żyle kruszcowej w wapieniach dewońskich, a oprócz tego eksploatowano nagromadzenia galeny w osadach trzeciorzędowych kotłów krasowych. Na podstawie odsłonięć geologicznych dokonanych w Płuckach w 1968 r., wysunięto przypuszczenie, że eksploatacja ołowianki rozwinęła się głównie dzięki zapotrzebowaniu na glejtę ze strony miejscowych garncarzy, a jej pierwociny sięgają XIV lub początków XV stulecia. Z kolei Jan Urban sądził, że początki górnictwa w Płuckach sięgają XVI stulecia. Badacz ten postulował objęcie ochroną tutejszego unikalnego krajobrazu górniczego.
17 marca 1942 żandarmeria niemiecka z Opatowa wymordowała trzy miejscowe rodziny, Maluszczaków, Patrzałków i Rządkowskich (razem 18 osób, w tym dzieci).
W latach 1954-1959 wieś była siedzibą gromady Płucki, po jej zniesieniu w gromadzie Łagów. W latach 1975–1998 miejscowość administracyjnie należała do województwa kieleckiego.
W Płuckach znajduje się przydrożna kapliczka z I połowy XIX w., wpisana do rejestru zabytków nieruchomych (nr rej.: A.408 z 16.09.1972).
Przez wieś przechodzi  zielony szlak turystyczny z Łagowa do Nowej Słupi.